# Comissió econòmica alemanya

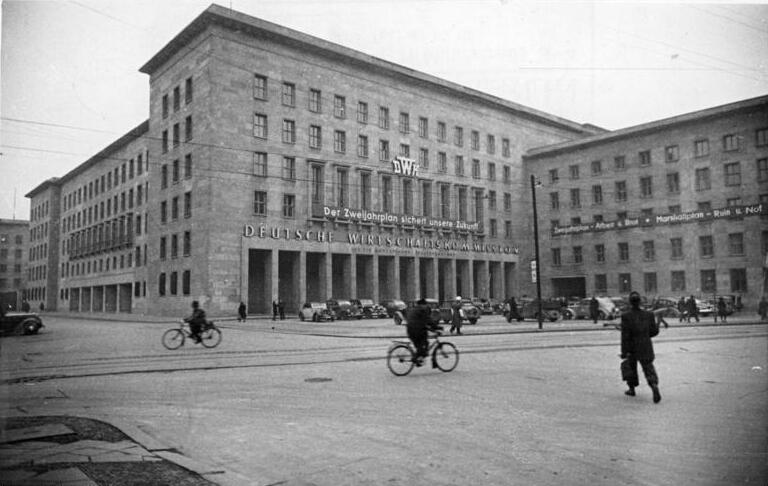
L'edifici de la Comissió econòmica alemanya, a la cantonada de Leipzig amb Wilhelmstraße, a Berlín

La Comissió econòmica alemanya (alemany: Deutsche Wirtschaftskommission) fou l'autoritat administrativa central alemanya en la Zona d'ocupació soviètica i finalment tingué funcions de govern.
L'establiment de la Comissió Econòmica es produí per l'ordre 138 de l'Administració militar soviètica (SMAD) el 4 de juny de 1947. Existí fins a l'establiment de la República Democràtica Alemanya, el 7 d'octubre de 1949.
La Comissió va rebre el mandat de l'SMAD el 1945 de va fundar el govern central als diferents sectors de l'economia, per als afers econòmics, socials i d'altre tipus. S'afegiren més tard, les administracions centrals de l'Interior, els evacuats, Interzona i comerç exterior. A la Comissió no s'incorporaren l'educació pública i la justícia. Bàsicament, el govern central es va mantenir independent.
Els membres de la Comissió van ser els presidents del govern central, la indústria, el comerç, el transport, l'agricultura i la silvicultura, així com el combustible i l'energia. Hi havia també el primer president de l'FDGB i l'Associació d'Ajuda Mútua Camperola. Al principi no hi havia president de la mateixa Comissió
La Comissió havia de coordinar el govern central. Hi havia també el contacte per a l'SMAD i per assegurar les reparacions de guerra.
Des de 1948 fou autoritzada per l'SMAD a adoptar reglaments i directives. Hi havia sessions plenàries i una secretaria. Bruno Leuschner A més, hi havia un president permanent, Heinrich Rau, i dos presidents suplents, Bruno Leuschner i Fritz Selbmann. Els tres eren membres del SED. Podien prendre les disposicions necessàries per al funcionament de la Comissió.
També es trobava adscrita a la Comissió la gestió econòmica i la planificació. Sempre el 1948, el govern central va canviar de nom a la seu central i augmentà el nombre de membres de 14 a 17. El nombre de membres de la Comissió des del 27 de novembre de 1948, va augmentar de 38 a 101 persones d'organitzacions governamentals. A més, hi havia ara 48 representants del "poble", 15 representants dels partits 10 representants de les organitzacions de masses
La Secretaria de la Comissió Econòmica va tenir finalment funcions quasi-governamentals funcions. El 7 d'octubre de 1949 la Comissió va presentar el "Govern Provisional" de l'RDA.
La Comissió Econòmica estava situada a l'antic Ministeri de l'Aire del Reich, ara la Detlev-Rohwedder-Haus a Berlín.